# Marie-Charles-Jean-Baptiste Mariot
Marie-Charles-Jean-Baptiste Mariot, francoski general, * 4. december 1888, † 4. februar 1945.